# Аммерсойен
Аммерсойен (нидерл. Kasteel Ammersoyen) — средневековый замок, расположенный в городке Аммерзоден, в коммуне Боммелерваард, на западе провинции Гелдерланд, Нидерланды. Комплекс расположен к север-востоку от центра поселения. Крепость сыграла важную роль в истории Аммерзодена. По своему типу относится к замкам на воде.

## История

### Ранний период

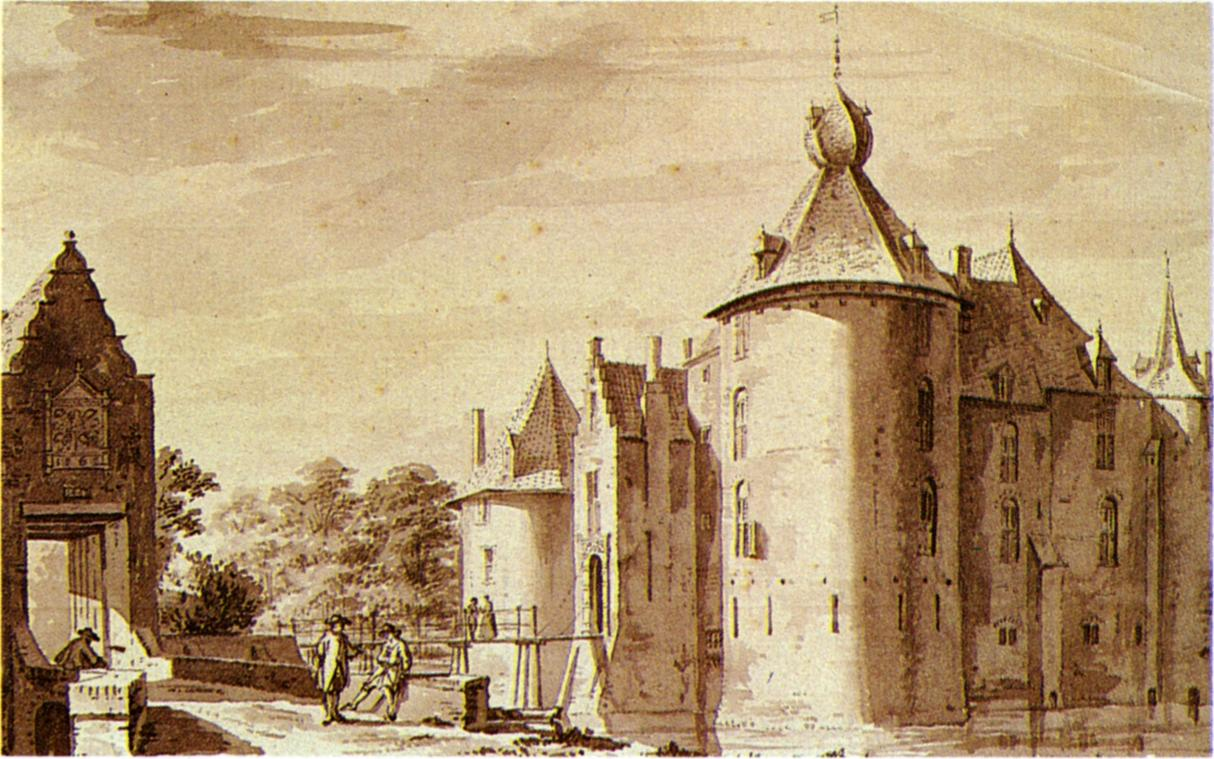
Замок на рисунке 1734 года

Точная дата основания укрепления в этом месте неизвестна. Однако в одном из документов 1026 года уже идёт речь о поместье как о приданом дамы по имени Берта. В следующий раз упоминание имения встречается в документах 1196 года. Там оно именуется Амбершойе. В 1286 году лордом Аммерзодена был Йохан ван Харлар. Его потомки передали собственность примерно через столетие Арнольду ван Хумену, лорду Миделаара. 
Непосредственно каменный замок был возведён по приказу Дирка ван Херлара из влиятельной семьи Ван Херлар в первой половине 1350-х годах. После смерти Дирка в 1354 году поместье перешло к его старшему сыну Герхарду. Когда Герхард умер, не оставив потомства, замок унаследовал его брат Арент. После смерти Арента в 1384 году, поместье перешло его сыну Аренту Хуману. Однако именно при Аренте Хумане род ван Херлар навсегда потерял контроль над замком и окрестными землями.
С конца XIV века регион Гелдерланд, где находится замок, был под контролем герцога Вильгельма Гелдерского. Также он властвовал и в герцогстве Юлих. Одним из вассалов, который пользовался особым доверием герцога, был Арент Хуман. В 1386 году разразилась война из-за земельного спора между Гелдерландом и герцогством Брабант. В это же время правители Бургундии пытались расширить свою территорию и начали вторжение в земли Гелдерланда. Несмотря на тесные отношения с герцогом Вильгельмом I, Арент Хуман встал на сторону герцогини Жанны Брабантской. Неудивительно, что Вильгельм I воспринял это решение как предательство. Вскоре люди герцога вторглись в Аммерзоден. Замок был взят штурмом, а Арент Хуман схвачен. Таким образом, в 1386 году замок перешёл под прямое управление герцога Вильгельма I Гелдерландского.
После окончания войны герцог передал замок своему незаконнорожденному сыну Жану. Это произошло в 1405 году. Его сын недолго владел замком, так как в 1424 году продал его Йохану ван Брокхёйзену, лорду Ваарденбурга. Новый владелец усилил укрепления замка. В 1496 году внучка Йохана вышла замуж за Отто ван Аркеля. В итоге хозяевами замка оказался род ван Аркель. Его представители владели крепостью на протяжении длительного времени. Сама семья ван Аркель была влиятельной и весьма богатой.

### Эпоха Ренессанса

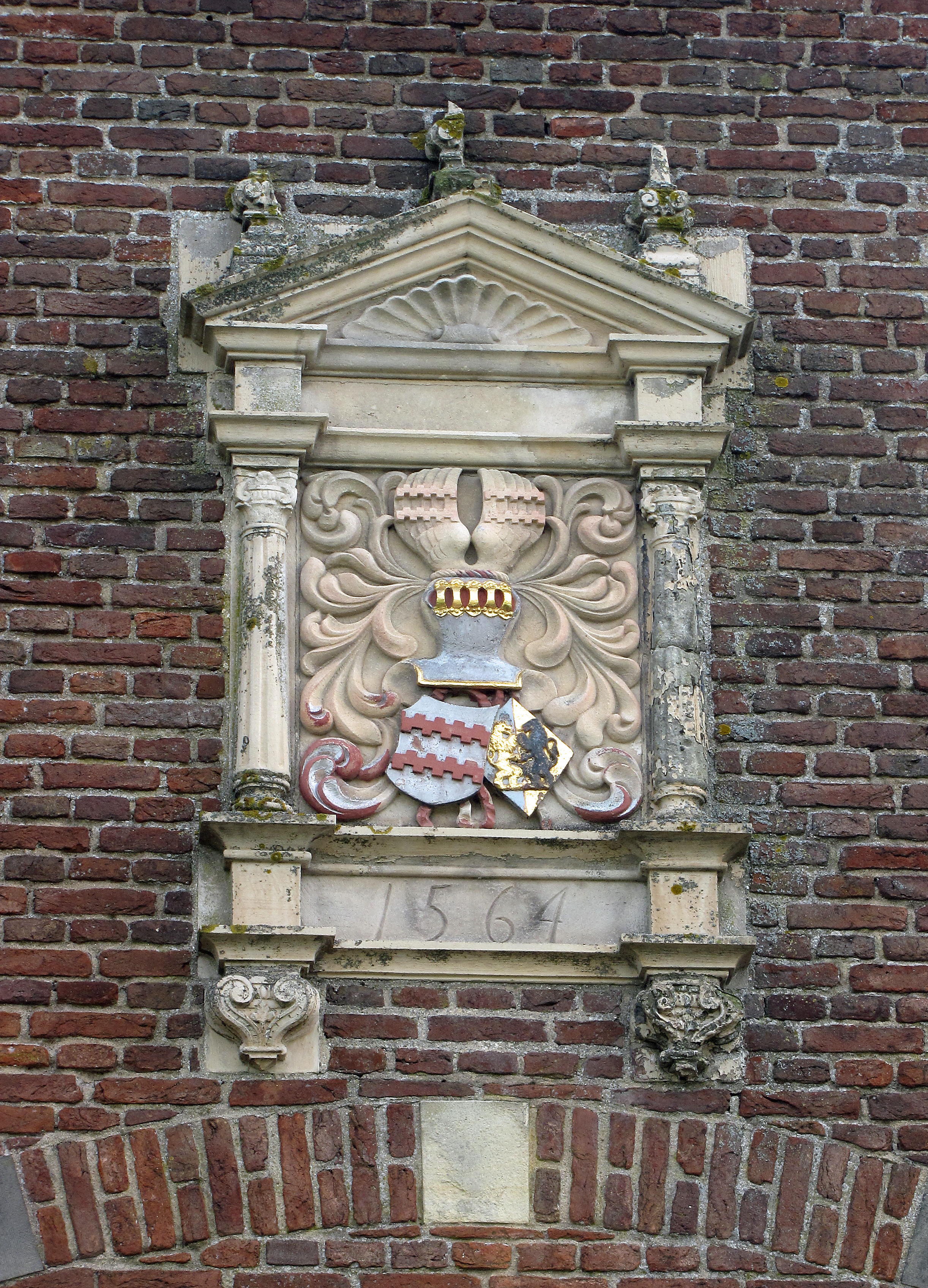
Родовой герб семьи ван Аркель

В 1513 году, во время Гельдерианских войн, отряды Габсбургов попытались захватить замок. На короткое время крепость действительно перешла под их контроль. Но вскоре семья ван Аркель вернула собственность. В середине XVI века замок захватили бургундские войска во главе с графом Хенриком ван Нассау. И вновь дворяне ван Аркель смогли отвоевать родовые владения. Во время осад и штурмов замок был серьёзно повреждён. Но богатства собственников позволили быстро произвести ремонт. 
Новый кровавый конфликт в землях Гелдерланда не заставил себя ждать. В 1588 началась Восьмидесятилетняя война между голландскими Объединёнными провинциями и Испанской империей. В 1572 году замок снова был оккупирован. На этот раз испанцами. Однако голландская армия под командованием Вилльгельма Оранского вскоре сумела вытеснить захватчиков. Причём замок почти не пострадал в ходе данного конфликта. К 1590 году комплекс был полностью отремонтирован. 
Очередным бедствием оказалось не новое вторжение, а случившийся вскоре грандиозный пожар. В том же 1590 году здание внутри полностью выгорело. При этом Йорис ван Аркель, хозяин замка на тот момент, получил такие сильные ожоги, что от полученных травм скончался. Восстановлением комплекса пришлось заниматься его сыну — Отто ван Аркелю (младшему). Но средства семьи были в значительной степени исчерпаны. И ремонт производился лишь частичный.
Только после окончания Восьмидесятилетней войны наступили времена, позволившие владельцам начать возрождение имения. В период с 1648 по 1667 происходило поэтапное восстановление Аммерсойена. Поразительно, что Томас Вальравен ван Аркель, владевший в то время замком, реставрировал его в средневековом стиле, а не в стиле ренессанс, вошедшем в моду. Замок обрёл свои первоначальные очертания. Но интерьеры было адаптированы к требованиям комфорта XVII века. 
Процветание было недолгим. В 1672 году, названном «Год бедствий», началось вторжение в Голландию французской армии. Владельцам замка удалось спасти его от разграбления только путём выплаты огромной суммы французским офицерам. 

### XVII–XX века

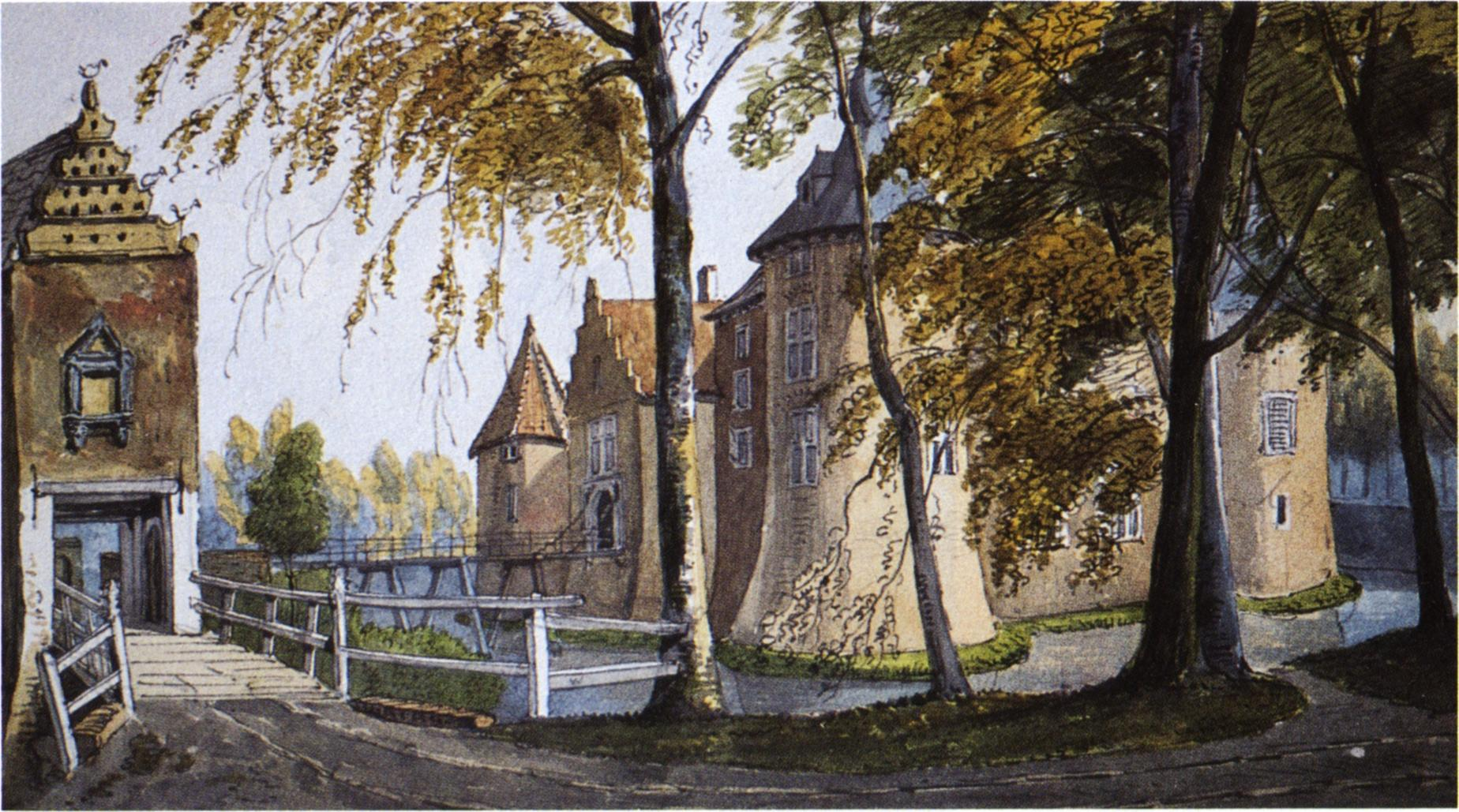
Замок на картине 1832 года

В 1693 году род ван Аркель пресёкся. После этого замок последовательно сменил несколько владельцев. Сначала это была семья Лихтервельде, затем ван Вильстерен, после неё де Рибокур и наконец де Вельмонт Аммерсойен. При этом хозяева поместья предпочитали жить не в замке, а в других местах. Без должного ухода комплекс обветшал и пришёл в упадок.
Возрождение замка связано с именем барона Артура де Вельмона, владевшего Аммерсойеном с 1856 года. Он отремонтировал замок, а интерьеры отделал в духе вошедшего в моду неоготического стиля. Однако из-за финансовых проблем в начале 1873 года барон продал свой замок и поместье. Покупателем оказался католический приходу Аммерзодена. В 1876 году замок был открыт как монастырь Ордена святой Клары (клариссинок).

### Монастырь
Аммерсойен стал вторым монастырем клариссинок в Нидерландах. Примерно в 1893 году по приказу настоятельницы рвы вокруг замка засыпали. Вскоре была построена новая капелла к западу от главного здания. С засыпкой канала защитный кожух распространился на все предметы, находившиеся в отложениях с XIV века  .
В 1944-1945 годах замок сильно пострадал от военных действий. После окончания войны монахини покинули Аммесрсойен.

### Послевоенный период

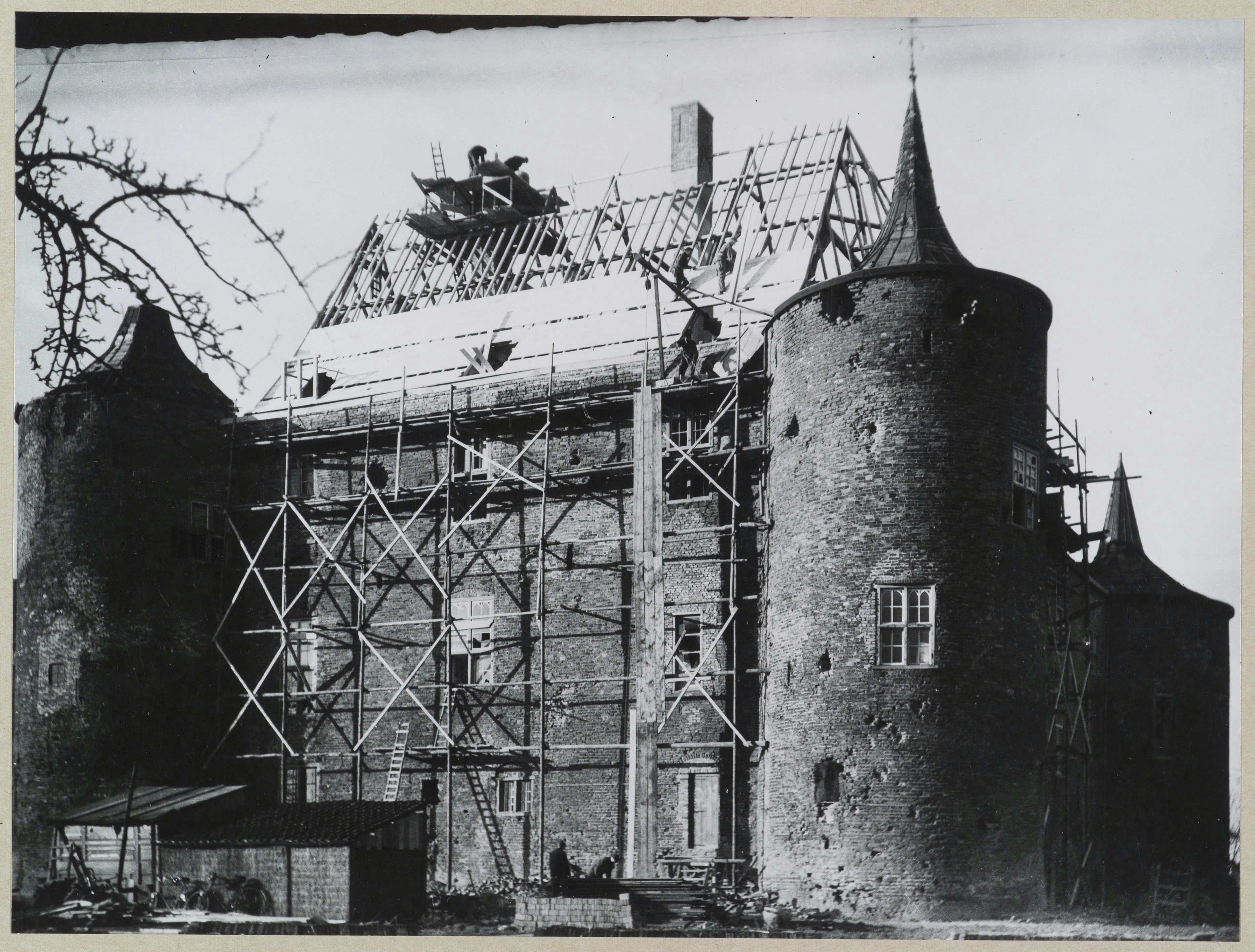
Вид замка во время реставрации

В 1957 году замок перешёл во владение Фонда друзей замков Гелдерланда (Stichting Vrienden der Geldersche Kasteelen). Реставрационные работы начались в 1959 году и затянулись на 16 лет.
Во время реставрации были обнаружены не только средневековые лестницы внутри толстых каменных стен, замурованные бойницы, заштукатуренные камины, колодец и многочисленные потайные помещения. Потолки Рыцарского зала восстановили до изначальной высоты. Также восстановили несколько каминов. Важную роль в воссоздании атмосферы прежних эпох сыграли сохранившиеся семейные портреты прежних владельцев замка. Все они украсили стены отреставрированных помещений.
Помимо прочего, вновь выкопали рвы, чтобы замок снаружи обрёл свой истинный вид и вновь оказался окружён водой. Во время этих работ археологи сделали массу ценных находок. Были обнаружены сотни предметов прошлых, пролежавших с земле  несколько веков. Эта коллекция артефактов является одной из крупнейших в Нидерландах. В настоящее время на верхнем этаже замка сделана постоянная экспозиция, составленная из находок: изделия из керамики, посуда, серебряные и бронзовые украшения, одежда, обувь, оружие и детские игрушки.

## Описание

### Замок
Это один из наиболее хорошо сохранившихся средневековых замков на воде в Нидерландах. Хорошо сохранился фундамент, созданный около 1300 года. С тех пор квадратное основание главного здания осталось почти неизменным. Замок имеет форму квадрата. Каждый их углов усилен мощной каменной башней. Внутри есть небольшой открытый двор. 
Во время строительства замок находился на берегу реки Маас. Однако вскоре реку пустили по новому руслу. Но провели каналы, позволявшие наполнять рвы вокруг замка водой.
Попасть в замок можно было по единственному подъёмному мосту с северной стороны. Причём там находился ещё один искусственный остров (примерно в три раза большей площади). На нём имелись укрепления, игравшие роль форбурга. С этого острова на сушу вёл также только один мост. И также подъёмный (в западной части). Во время послевоенных восстановительных работ всё было воссоздано в первоначальном виде. В том числе и ещё один ров, который был выкопан по периметру всего комплекса/

### Сад и парк
На северном острове находится небольшой сад во французском стиле. В специальных ящиках ежегодно цветут гелиотропные растения, лаванда, маргаритки и розовые бегонии. Кроме того, в саду высажены тутовые деревья, инжира и груши. Декоративные кустарники и цветы высажены и на участке между внутренним и внешним рвами.

## Современное использование
До распада 1999 году часть замка служила ратушей местной коммуны. С начала XXI века замок открыт для посетителей. Здесь есть постоянная музейная экспозиция, проводятся экскурсии, а также устраиваются различные культурные мероприятия: концерты, выставки, творческие встречи. Также возможна организация свадебных церемоний, проведение торжеств и семинаров.

## Галерея

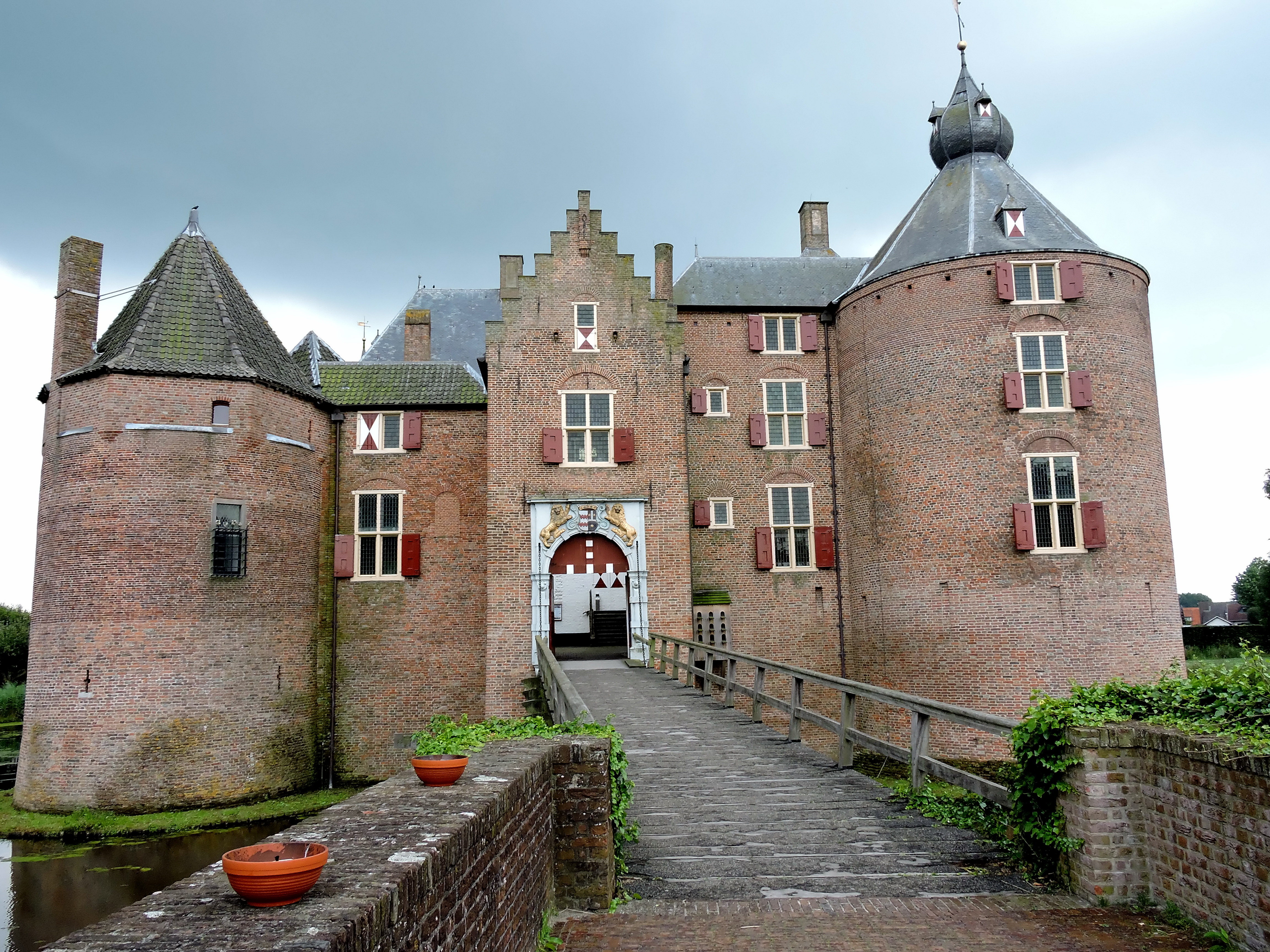
Вид замка с северной стороны
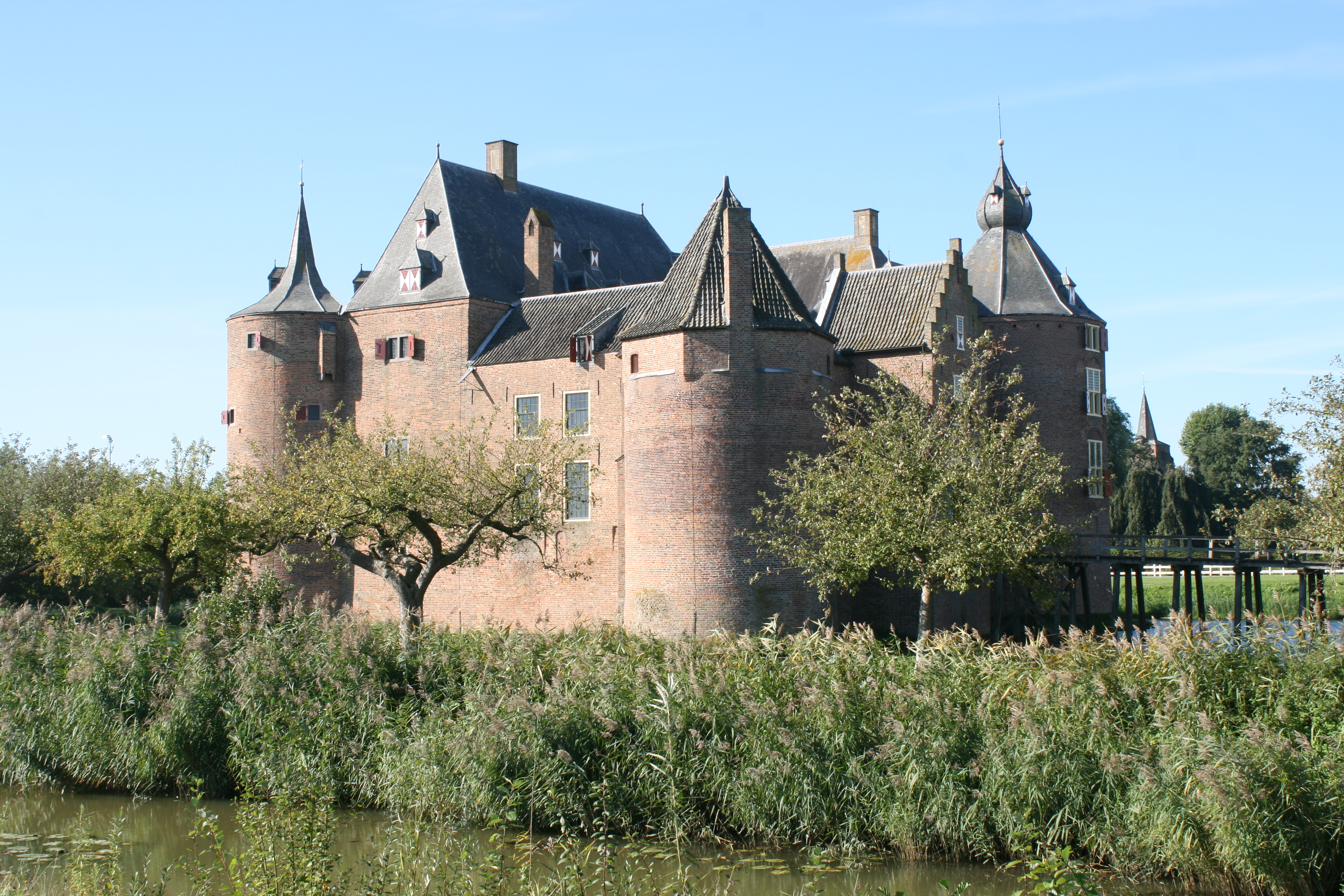
Общий вид замка с западной стороны
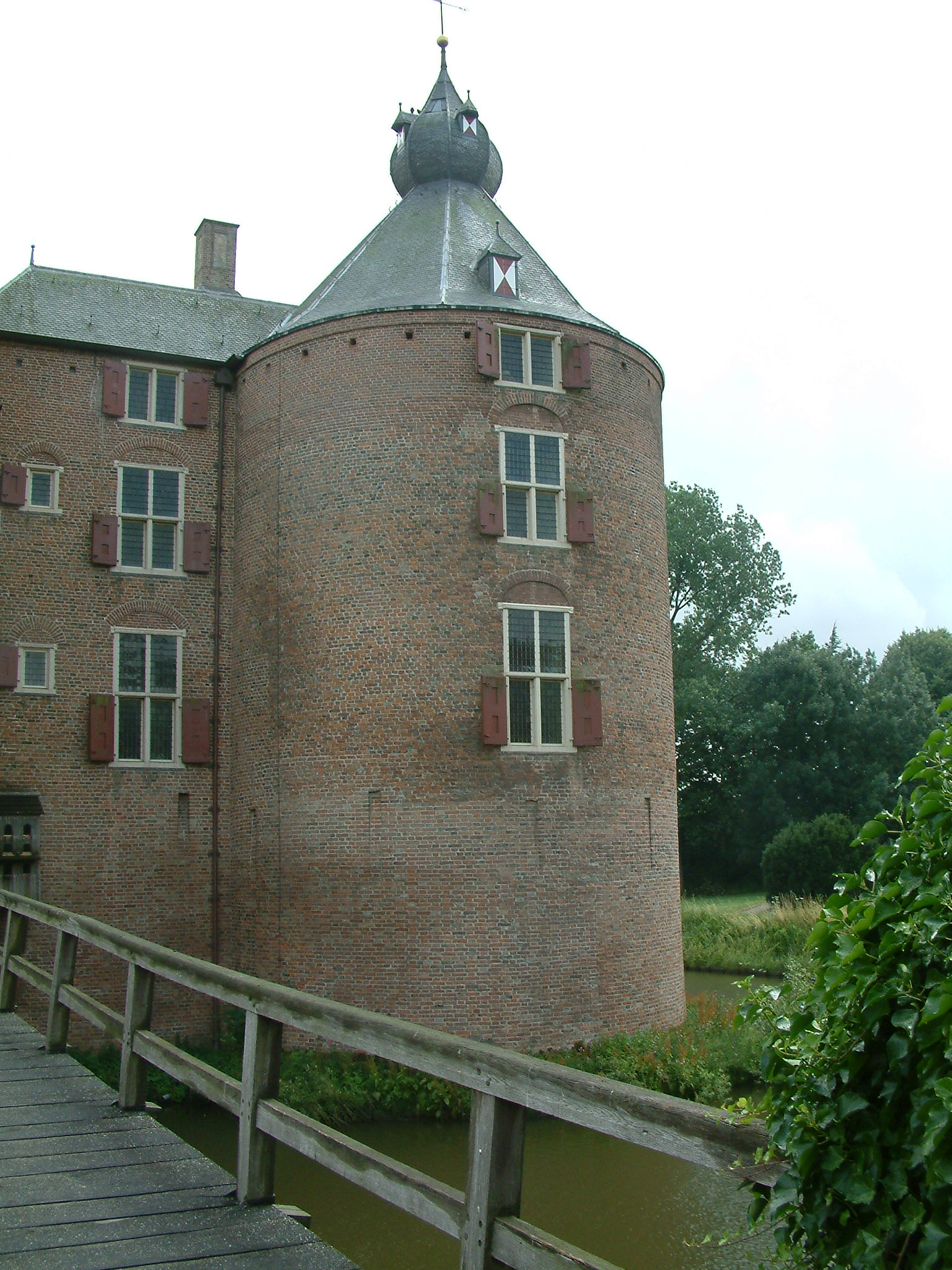
Северо-западная башня
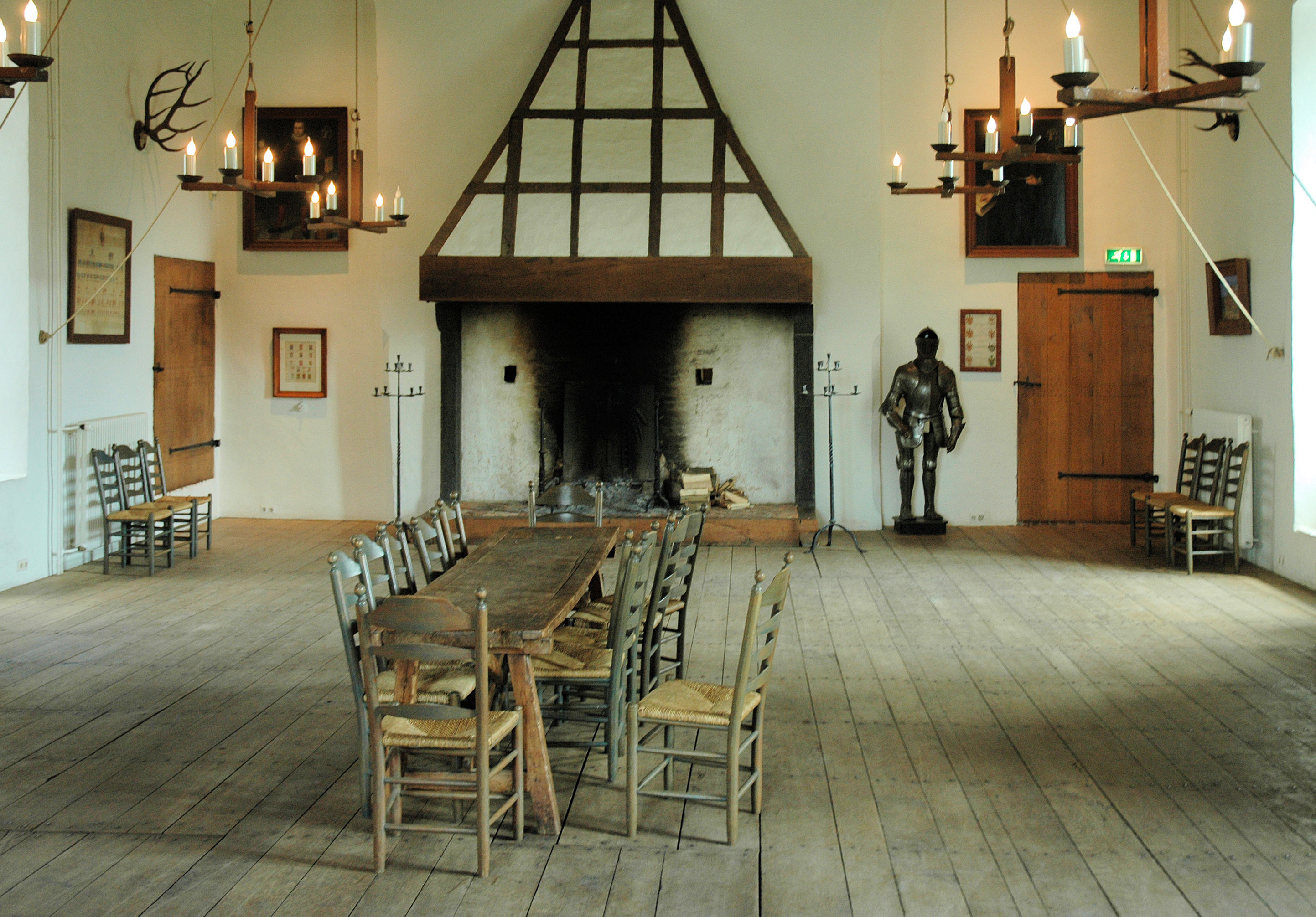
Рыцарский зал внутри замка
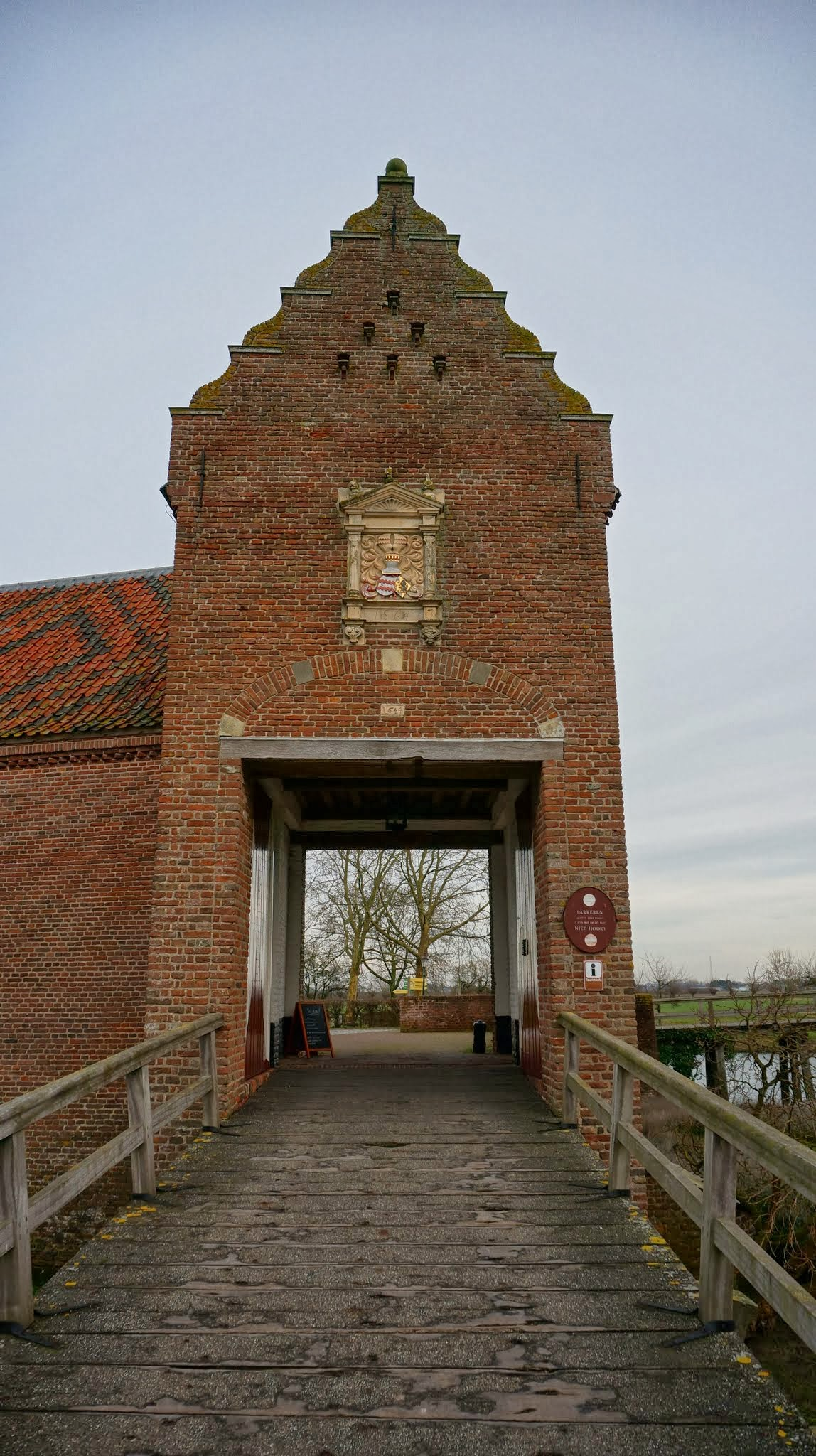
Ворота, ведущие в форбург
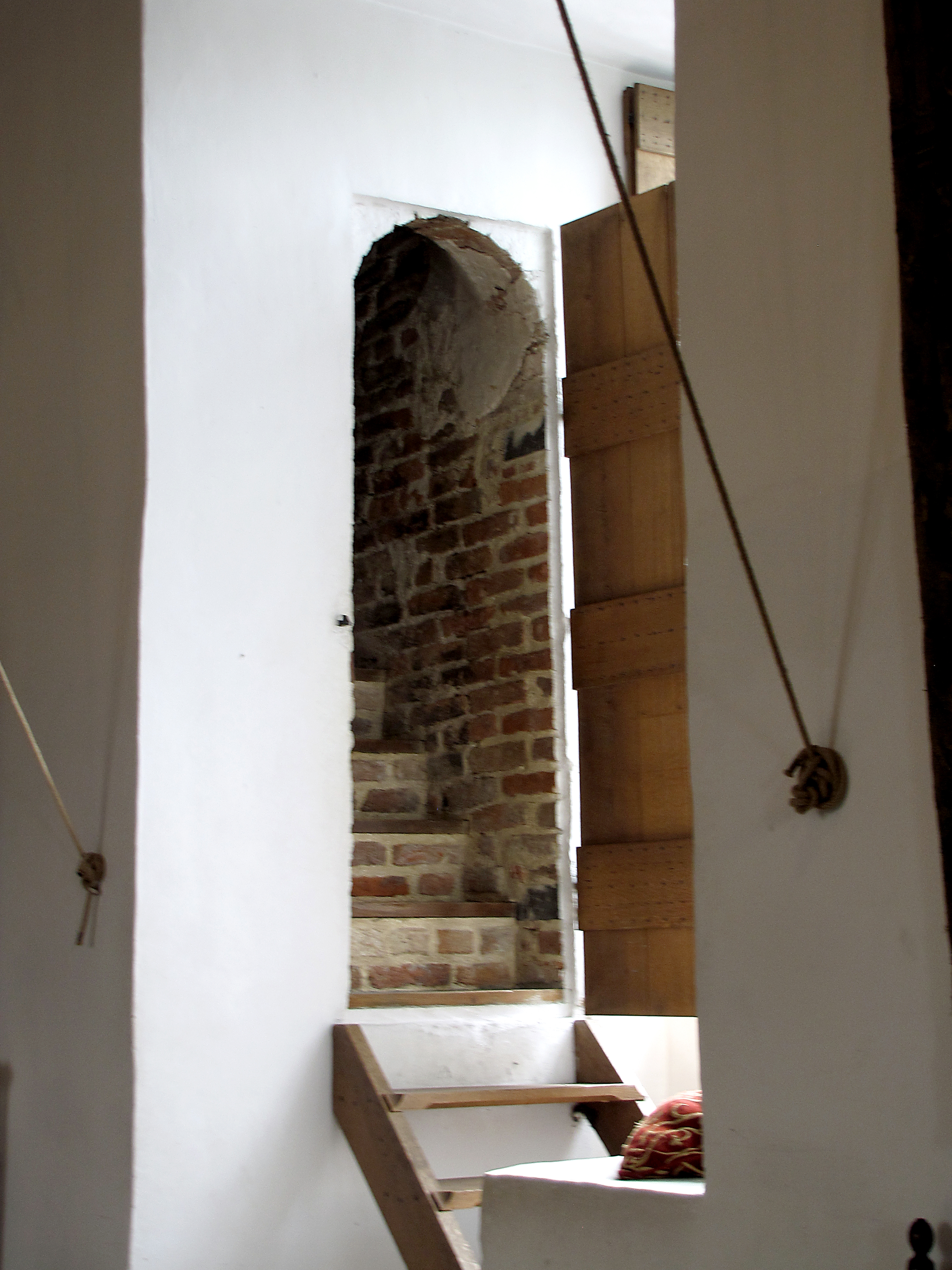
Внутристенная потайная лестница, обнаруженная во время реставрации